# Platycleis seniae
Platycleis seniae är en insektsart som beskrevs av Pierre Adrien Prosper Finot 1893. Platycleis seniae ingår i släktet Platycleis och familjen vårtbitare. Inga underarter finns listade i Catalogue of Life.